# ISO 3166-2:GM
Die Liste der ISO-3166-2-Codes für  Gambia enthält die Codes für die gambischen Region.

Die Codes bestehen aus zwei Teilen, die durch einen Bindestrich voneinander getrennt sind. Der erste Teil gibt den Landescode gemäß ISO 3166-1 (für  Gambia GM), der zweite den Code für die Region (zuvor Division) wieder.
Die aktuellen Codes stehen auf der Seite der ISO unter #iso:code:3166:GM zur Verfügung.

Regionen von Gambia

Für Gambia bestehen diese Codes aus je einem Buchstaben.
| Verwaltungseinheit  | Code |
| ------------------- | ---- |
| Central River       | GM-M |
| Greater Banjul Area | GM-B |
| Lower River         | GM-L |
| North Bank          | GM-N |
| Upper River         | GM-U |
| West Coast          | GM-W |